# نیکول ملیچار
نیکول ملیچار (چکی: Nicole Melicharová؛ زادهٔ ۲۹ ژوئیهٔ ۱۹۹۳) یک تنیس‌باز اهل ایالات متحده آمریکا است.